# Schlacht bei Salamanca
Bailén –  Roliça –Vimeiro – Saragossa (1808) – Burgos (Gamonal) – Medina de Rioseco – Espinosa –  Tudela – Somosierra – Saragossa (1809) – La Coruña – Torres Vedras – Valls – Braga – Oporto – María – Talavera – Ocaña – Gerona – Ciudad Rodrigo (1810) – Buçaco – Gévora – Barrosa – Badajoz (1811) – Fuentes de Oñoro – La Albuera – Tarragona (1811) – Sagunt (Murviedro) – Ciudad Rodrigo (1812) – Badajoz (1812) –  Majadahonda – Salamanca – García Hernández –  Venta del Pozo – Vitoria – 
Sorauren – San Sebastián – Bidassoa

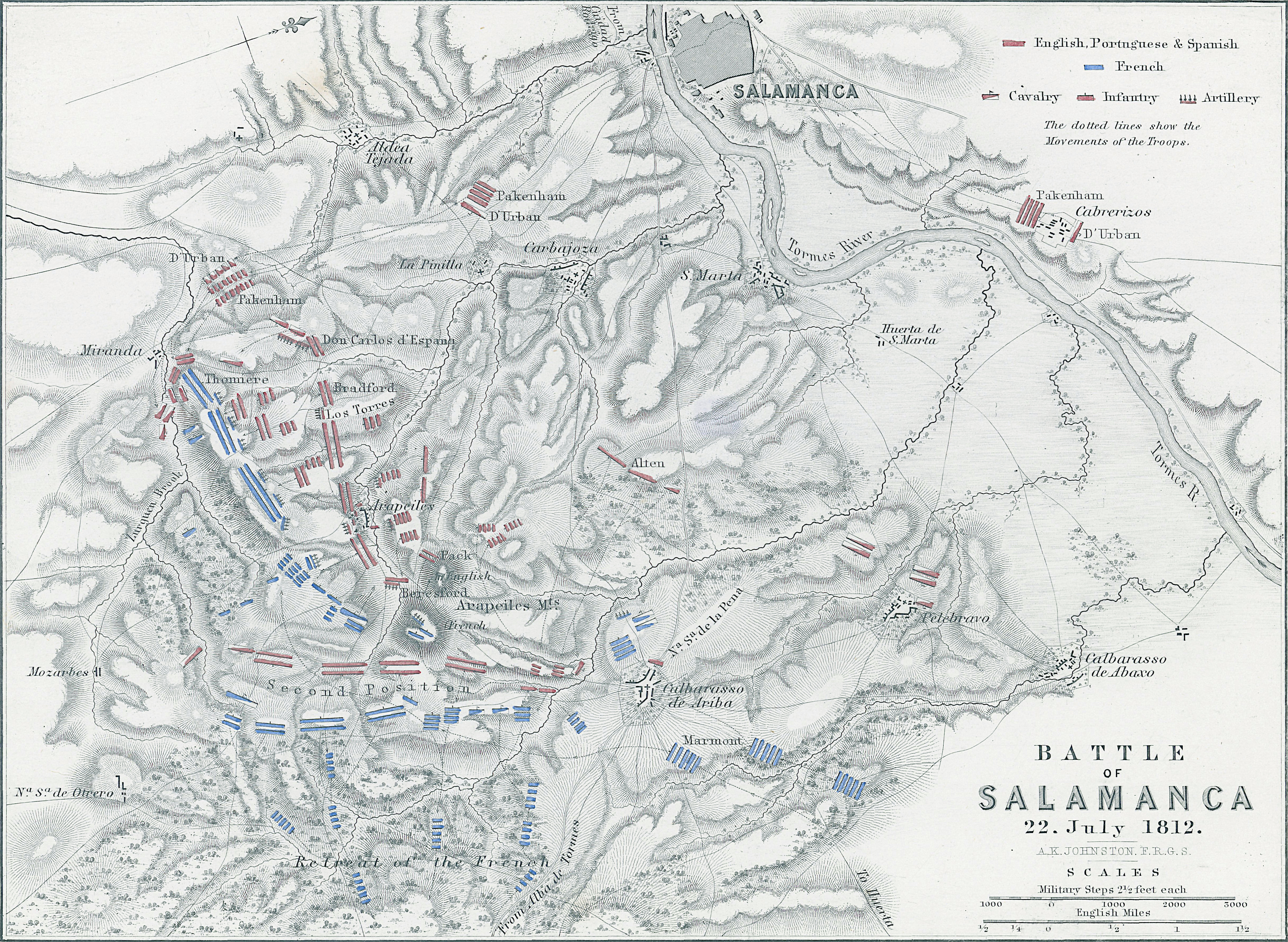
Schlachtplan

Die Schlacht bei Salamanca am 22. Juli 1812 war ein wichtiger Sieg der alliierten Truppen aus Großbritannien und Portugal unter dem Oberbefehl Lord Wellingtons gegen die französische Armee unter dem Oberbefehl Marschall Marmonts. Sie fand in der Nähe der Hügel der Arapiles südlich von Salamanca in Spanien (Kastilien-León) statt und wird daher in Frankreich auch „Schlacht an den Arapiles“ (Bataille des Arapiles) genannt.

## Hintergrund
Nach der Einnahme von Rodrigo und Badajoz ging die Initiative an Wellington über. Da die Franzosen nicht genug Männer hatten, um ihn aufzuhalten, konnte er nach Spanien vorrücken. Er konnte auch wählen, wo er angreifen wollte. Er konnte entweder nach Südspanien marschieren und dort Marschall Soult stellen oder Marschall Marmont in Zentralspanien angreifen, der inzwischen nach Salamanca zurückgekehrt war. Wellington entschied sich schließlich für den Vorstoß nach Salamanca, da ein Sieg in Zentralspanien die Briten näher an die Pyrenäen bringen konnte. Den ganzen Mai und Anfang Juni über traf Wellington daher seine zahlreichen Vorbereitungen für den großen zentralen Vorstoß, einschließlich der Pläne für Ablenkungsangriffe.

## Auftakt
Wellington überquerte am 13. Juni den Agueda mit einer Armee von etwa dreiundvierzigtausend Mann, darunter drei- bis viertausend Spanier unter Carlos d'Espana. Am 16. Juni erreichte Wellington die Außenbezirke von Salamanca. Da Marmont nur zwei Divisionen in der Stadt hatte, zog er sich in der Nacht nach Nordosten in Richtung Douro zurück, wohin er bereits den Rest seiner Armee beordert hatte. In der Stadt selbst ließ er 800 Mann zurück, die sich in befestigten Klöstern verschanzten. Bis zum 27. Juni hatte er dort 40.000 Mann versammelt, musste aber noch auf die Division von Bonet aus Asturien warten, die er trotz des Verbots Napoleons hinzuzog.

Am 7. Juli hatte Wellington die Klöster eingenommen. Wellington folgte Marmont bis zum Douro, unternahm aber keinen Versuch, einen Übergang zu erzwingen. Er wusste, dass Marmont nicht lange auf dem Nordufer bleiben konnte. Am 4. Juli stieß Bonets Division zu Marmont und brachte seine Armee auf eine Stärke von 50.000 Mann. Am 15. Juli ging Marmont in die Offensive. Wellington befahl daraufhin den Rückzug auf Salamanca, die nächstgelegene gute Verteidigungsposition in seinem Rücken.

Durch Zufall fiel den Briten am nächsten Tag ein Brief in die Hände, den König Joseph I. am 9. Juli an Marmont geschrieben hatte. Da keine andere Hilfe zu erwarten war, hatte er beschlossen, seine Verpflichtungen in Zentralspanien auf einige wenige lebenswichtige Garnisonen zu reduzieren und mit allen verfügbaren Männern, etwa 13.000, zu Marmonts Unterstützung zu marschieren. Diese Information veränderte den gesamten Verlauf von Wellingtons Feldzug. Sobald Marmont und der König ihre Kräfte vereint hätten, wären die Franzosen zu stark für ihn gewesen. Er würde sich auf Ciudad Rodrigo zurückziehen müssen. In den nächsten fünf Tagen marschierten beide Armeen auf parallelen Routen, die nur wenige hundert Meter voneinander entfernt waren.

## Truppen
Marschall Marmonts 50.000 Mann starke Armée du Portugal umfasste acht Infanterie- und zwei Kavalleriedivisionen. Die 1. Division unter General Maximilien Foy aufgeteilt in 8 Bataillone, die 2. Division unter General Bertrand Clausel 10 Bataillone, die 3. Division unter General Claude François Ferey mit 9 Bataillonen, die 4. Division unter General Jacques Thomas Sarrut 9 Bataillone, die 5. Division unter General Antoine Louis Popon de Maucune 9 Bataillone, die 6. Division unter General Antoine François Brenier de Montmorand mit 8 Bataillonen, die 7. Division unter General Jean Guillaume Barthélemy Thomières mit 8 Bataillonen und die 8. Division unter General Jean Pierre François Bonet mit 12 Bataillonen. Die leichte Kavallerie unter dem Kommando von General Jean-Baptiste Curto bestand aus 14 Chasseur- und 3 Hussareneskadronen. Die schwere Kavallerie unter General Pierre François Boyer setzte sich aus 6 Dragonereskadronen zusammen. Die Artillerie unter General Louis Tirlet bestand aus 78 Kanonen.
Wellingtons 48.500 Mann bestanden aus acht Infanteriedivisionen und zwei unabhängigen Brigaden, fünf Kavalleriebrigaden und 54 Kanonen. Die Armee schloss Bataillone der King’s German Legion (KGL), der Braunschweiger, der portugiesischen Armee und spanische Truppen ein. Die Infanterie-Divisionen wurden kommandiert von Major-General Henry Frederick Campbell (1. Division), Major-General Edward Pakenham (3. Division), Lieutenant-General Lowry Cole (4. Division), Lieutenant-General James Leith (5. Division), Major-General Henry Clinton (6. Division), Major-General John Hope (7. Division) und die light Division unter Major-General Carl von Alten. Carlos de España befehligte die spanische Division mit 3.400 Mann. Die Brigadegenerale Denis Pack und Thomas Bradford führten die zwei unabhängigen portugiesischen Brigaden. Die britische Kavallerie stand unter dem Kommando von Lieutenant-General Stapleton Cotton. Die 1. Kavalleriebrigade unter Major-General John Le Marchant mit dem 3. 4. und 5. Dragonerregiment, die 2. Kavalleriebrigade unter George Anson mit dem 11. 12. und 16. leichten Dragonerregiment, die 3. Kavalleriebrigade unter Viktor von Alten mit dem 14. leichten Dragonerregiment und dem 1. Husarenregiment (KGL) und der 4. Kavalleriebrigade unter Georg Bock mit dem 1. und 2. Dragonerregiment (KGL) Hinzu kam die Portugiesische Kavalleriebrigade unter Benjamin D’Urban mit dem 1. und 11. portugiesischen Dragonerregiment.

## Aufmarsch
Am 20. Juli waren Wellington und seine Armee wieder in Salamanca, während die Franzosen etwa 16 km östlich von Heurta standen. In der Morgendämmerung des 21. Juli rückten die Alliierten bis zur Stellung von San Cristobal vor. Marmont wollte zunächst den Tormes hinauf nach Alba marschieren, die Stadt mit seiner Linken halten, und so seine Front im Westen voll auf die Flanke von Wellingtons Verbindungslinie ausrichten. General Foy war gegen dieses Vorhaben, da es nicht nur die französischen Pläne aufdecken, sondern auch Wellington die Möglichkeit geben würde, sie zu vereiteln. Es sei besser den Tormes sofort zu überqueren, als Wellington einen ganzen Tag Zeit zu geben, um die Hochebene von Calvarrasa de Arriba zu besetzen, von wo aus er den Übergang zu einer sehr schwierigen und gefährlichen Operation machen könne.

Marmont gab schließlich nach, und am Mittag überquerten die französischen Truppen den Tormes etwa 5 km flussaufwärts bei Huerta und Encinos de Abajo. Wellington machte keine Anstalten, ihren Marsch zu behindern, sodass sie bei Einbruch der Dunkelheit zwischen Alba und Salamanca, biwakierten während ihre vorgeschobenen Truppenteile Calvarrasa de Arriba und Nuestra Senhora de la Pena besetzten. Währenddessen hatte Wellingtons Armee den Tormes bei Salamanca und Santa Marta überquert. Die neue Stellung, lag mit der Linken auf dem Tormes in der Nähe der Furt von Santa Marta und mit der Rechten auf einem zerklüfteten Hügel in der Nähe des Dorfes Los Arapiles, während die vorgeschobene Kavallerie nach Calvarrasa de Abajo vorstieß. Die Bewegung war erst nach Einbruch der Dunkelheit abgeschlossen.

## Die Schlacht
In der Morgendämmerung des 22. Juli befand sich Wellingtons Armee, fast völlig verdeckt auf der von Santa Marta nach Süden verlaufenden Höhenlinie. Die Front war etwa 5 km lang, aber es war nur wenig davon zu sehen. Das Einzige, was die Franzosen sehen konnten, war die 7. Division im Wald gegenüber von Nuestra Señora de la Peña und die entfernten Truppen, die die Franzosen für die Trosskolonne hielten, die sich bereits auf der Straße nach Ciudad Rodrigo absetzte. Die französische Armee war für Wellington etwas besser sichtbar, so konnte er nicht nur die Division von Foy hinter Calvarisa de Ariba ausmachen, sondern auch mehrere andere Truppenteile weiter südlich und östlich, vor dem langen Waldgürtel, der sich beiderseits des Dorfes Utrera über etwa 3 km erstreckt. Marmont hielt Wellington für einen sehr vorsichtigen Mann hielt, der sich sofort zurückziehen würde wenn seine Flanke bedroht wurde.

Marmont plante daher die Briten im Süden zu umgehen um sie dann entweder direkt anzugreifen oder weiter nach Westen zu marschieren und ihre Verbindungslinie zu bedrohen. Um die beiden Hügel, (Arapil Chico und Arapil Grande) die zwischen den beiden Armeen lagen, zum Schutz seiner Armee zu nutzen, befahl Marmont General Bonnet, beide Hügel einzunehmen. Wellington hatte diesen Schritt erwartet und das portugiesische 7. Jäger Bataillon entsandt, um den gegnerischen Vorstoß zu unterbinden. Der Arapil Chico, der sich in der Nähe der alliierten Stellung befand, wurde von den Portugiesen ohne Schwierigkeiten eingenommen während der Arapil Grande von den Franzosen besetzt wurde.

Marmont war versucht, die eine sichtbare britische Division anzugreifen, mit der bereits ein Scharmützel der Voltigeure von Foys Division begonnen hatte. Die Division von Foy war nach vorne beordert worden, um die Briten auf der Höhe von Nuestra Señora de la Peña zurückzudrängen. Diese gehörten zur 7. Division, die den dahinter liegenden Wald besetzte. Wellington schickte das 68. Infanterie und das 2. portugiesische Jäger-Bataillon aus, um die Franzosen von der Anhöhe und der Kapellenruine auf dem Gipfel zurückzudrängen. Marmont verstärkte daraufhin seine Feuerlinie und stellt eine Batterie auf, die das weitere Vordringen der Briten stoppen sollte. Nachdem er den Arapile Grande gesichert hatte, gab Marmont Befehl nach Westen zu marschieren.

Auf seiner ursprünglichen Stellung der Hochebene von Calvarisa de Ariba, ließ er Foy´s und Ferey´s Division sowie die Dragoner Division unter Brigadegeneral Pierre Boyer zurück, um die Flanke gegen einen möglichen Angriff der britischen Kavallerie zu decken. Clausel, Sarrut, Maucune und Brenier, mit insgesamt über zwanzigtausend Mann, erhielten den Befehl, am Rande des großen Waldes entlang zu marschieren, der hinter der französischen Linie lag, und sich südöstlich des Arapil Grande zu sammeln, von wo aus sie sich in jede Richtung bewegen konnten. Die Division von Thomieres, die etwa fünfundvierzig Mann stark war, hatte den Befehl, sich mit der leichten Kavallerie von Brigadegeneral Jean-Baptiste Curto an ihrer äußeren Flanke auf einen Bergrücken namens El Sierro zu begeben, der etwas weiter südlich lag.

Als Wellington die Bewegungen Marmonts sah, ergriff er sofort Maßnahmen, um ihnen zu begegnen. Die 4. Division um den Arapil Chico herum wurde so aufgestellt, dass sie für die alliierte Armee denselben Zweck erfüllte, den Bonnet für die Franzosen am Arapil Grande verfolgte. Das 3. Bataillon/27. Regiment of Foot wurde auf dem Gipfel aufgestellt, das 1. Bataillon/40.Regiment of Foot am hinteren Hang. Neben dem Hügel befand sich die unabhängige portugiesische Brigade von Brigadegeneral Pack. Das 1. Bataillon des Royal Welch Fusilier Regiment sowie die portugiesische Brigade von Colonel Stubbs wurden auf der rechten Seite des Hügels aufgestellt und reichten bis zum Dorf Arapiles. So wurde der Arapil Chico zum stumpfen Winkel einer „en potence“ Formation, mit Pack und zwei Brigaden der 4. Division zu ihrer Rechten und der 7. Division der 1. und der light Division zu seiner Linken.

Wellington setzte außerdem die 5. und 6. britische Division sowie die spanische Division und Bradfords portugiesische Brigade in einer unterstützenden Position hinter seinem Zentrum ein. Die Kavalleriebrigaden von Generalmajor George Anson, Le Marchant und von Alten wurden in der Nähe der 6. Division in Reserve gestellt. Nur die Kavalleriebrigade von Generalmajor von Bock und zwei von Victor Alten's Eskadronen blieben auf der linken Seite, gegenüber Boyer's Dragonern. Anschließend sandte Wellington einen Befehl an die 3. Division (Generalmajor Pakenham), die zusammen mit dem 1. und 11. portugiesischen Dragonerregiment in der Stellung von Cabrerizos Salamanca deckte. Wellington ordnete an eine Stellung zwischen Aldea Tejada und La Penilla, östlich der Hauptstraße nach Ciudad Rodrigo, einzunehmen. Pakenham und D’Urban erreichten die ihnen zugewiesene Stellung um 14:00 Uhr und hielten in einer von Bäumen gut abgeschirmten Senke zwischen La Penilla und Aldea Tejada an.

Gegen 15:00 Uhr stellte Wellington fest, dass sich zwischen Thomiére und der nächsten französischen Division (Maucune) eine Lücke von etwa 1,5 km aufgetan und sich Marmonts Armee nun insgesamt auf über 6 km gedehnt hatte. Wellington begab sich daraufhin sofort zu Pakenham und befahl ihm, Thomières anzugreifen. Pakenhams 3. Division gelang es, sich völlig unbeobachtet zu nähern. Die Franzosen wurden völlig überrumpelt, Thomiére wurde getötet und seine Division vernichtet. In der Zwischenzeit hatte Wellington der 5. Division (Leith) befohlen, Maucune der sich auf der linken französische Seite befand anzugreifen. Als Maucune die schwere Kavallerie von Le Marchant sah, die sich anschickte, zur Unterstützung der Infanteriedivision von Leith auf ihn zuzusteuern, befahl er die Bildung von Karrees. Unter dem Druck der vorrückenden Britischen Infanterie war Maucune gezwungen sich zurückzuziehen. Als die britische Kavallerie eintraf, waren die französischen Karrees bereits zu schwach, um ernsthaften Widerstand zu leisten. Die britische Kavallerie formierte sich daraufhin neu und griff Brennier an, der sich gerade formiert hatte, um den Rückzug von Maucune zu decken. Brenniers Division wurde ebenfalls aufgerieben aber Le Marchant wurde bei dem Angriff getötet.
Inzwischen hatte der Kampf auch im Zentrum begonnen. Marmont war durch eine Granate schwer verwundet worden und Clausel hatte das Kommando übernommen. Gleichzeitig mit dem Vormarsch der 5. Division hatte Wellington die 4. Division (Cole) sofort in Aktion gesetzt und den Portugiesen von Pack befohlen, den Arapil Grande anzugreifen, um Cole während des Vormarsches von seinem Feuer auf seine Flanke zu entlasten. Die Füsilierbrigade auf der rechten und die Portugiesen von Stubbs auf der linken Seite bildeten eine einzige Linie von sieben Bataillonen. Als sie durch das Dorf Arapiles vorrückten, gerieten sie unter französischen Artilleriebeschuss. 

Es gelang ihnen jedoch, ihre Linie neu zu formieren und weiter gegen die Division von Clausel vorzurücken. Als Cole das flache Gelände am Fuß der französischen Stellung erreichte, sah er zu seiner Linken das 122. französische Regiment, das Marmont auf einem niedrigen Bergrücken stationiert hatte, um die Truppen am Arapil Grande zu verbinden. Die Portugiesen von Stubbs drängten das Regiment auf Bonnets Hauptverband zu, und Cole, der das 7. portugiesische Jägerbataillon abstellte, um sie in Schach zu halten, stieß mit dem Rest seiner Truppen gegen Clausel vor. Trotz des schweren Beschusses durch die französische Artillerie am Arapil Grande drangen sie weiter vor. Als sie den Gipfel erreichten, wurden sie von fünf französischen Bataillonen empfangen, die von den Briten zurückgedrängt wurden. Doch in der Zwischenzeit war Packs Angriff gescheitert. 

Seine Portugiesen hatten sich den steilen Anstieg des Hügels hinaufgekämpft und waren bis auf 10 Meter an den Gipfel herangekommen. Nach einem französischen Gegenangriff mussten sie sich jedoch wieder zurückziehen. Fast im selben Moment begann Clausel mit einem Gegenangriff. Die Franzosen waren zahlenmäßig überlegen – zehn Bataillone zu sieben. Die 4. Division, ausgedünnt und erschöpft war nicht in der Lage Widerstand zu leisten. Die Portugiesen wichen zuerst, die Füsiliere folgten, und beide Brigaden stürzten kopfüber von der Hochebene nach unten. Clausel, der seinen Erfolg ohne zu zögern fortsetzte, entwickelte einen mächtigen Gegenangriff auf Wellingtons Zentrum. 

Er übertrug Sarrut die Aufgabe, die drei geschlagenen Divisionen zu sammeln und rückte mit seinen Truppen auf Wellingtons Zentrum zu. Seine eigene Division folgte den sich zurückziehenden Briten während die drei verfügbaren Regimenter von Bonnet sich rechts von ihr einreihten und die drei Regimenter der Dragoner von Boyer in der Senke zwischen dem Arapil Grande und dem wiedergewonnenen Plateau vorrückten. Das 1. Bataillon/40.Regiment of Foot das vorgerückt war, um die zurückgeschlagenen Portugiesen von Pack zu decken, wurde von Bonnet auf den Arapil Chico zurückgedrängt. Gleichzeitig wurde der Vormarsch von Clausel durch den Angriff der portugiesische Brigade von Brigadegeneral Spry gestoppt.

Kurz darauf begann die 6. Division (Clinton) mit ihrem Vormarsch. Nach einem schweren Feuergefecht zogen sich Bonnets Truppen, die seit ihrem ersten Einsatz etwa fünfzehnhundert Mann verloren hatten, entkräftet auf den Arapil Grande zurück. Durch dieses Manöver wurde die rechte Flanke von Clausel entblößt, was ihn ebenfalls zum Rückzug zwang. Wellington wies nun seine 1. Division an, zwischen Foy und dem Arapil Grande anzugreifen, um Foy zu isolieren und die rechte Flanke und die auf dem Rückzug befindlichen Truppen am Monte de Azan zu bedrohen.

Der Gegenangriff von Clausel war auf katastrophale Weise zurückgeschlagen worden, sodass die Lage der Franzosen immer verzweifelter wurde. Auf dem Plateau versuchte Sarrut die zerschlagenen Reste von Marmonts linkem Flügel zu retten, während die Kavallerie von D'Urban, Arentschild und Anson ständig um seine linke Flanke manövrierte. So bedrängt, war Sarrut gezwungen, sich ebenfalls zurückzuziehen. Clausel blieben damit praktisch nur noch zwei Divisionen, die von Foy, die der light und 1. Division gegenüber stand und die von Ferey, die den Kamm eines Bergrückens etwas südöstlich des Arapil Grande hielt

Ferey erhielt den Befehl, die Briten unter allen Umständen aufzuhalten. Er positionierte sieben seiner Bataillone in einer Linie, wobei die beiden Flanken mit einem Bataillon im Karree gedeckt wurde. Ohne zu zögern führte Clinton seine Männer den gletscherartigen Abhang des Hügels hinauf. Als die Briten sich bis auf 180 m genähert hatten, eröffneten die Franzosen das Feuer. Trotz schwerer Verluste konnten die Franzosen weiter zurückgedrängt werden. Nach einem weiteren Angriff, der von britischer Artillerie unterstützt wurde, begann die Linie der Franzosen zusammenzubrechen.

Foy's Division, die eine halbe Stunde vor Sonnenuntergang von Clausel den Befehl erhalten hatte, die Flanke des Rückzugs nach Alba de Tormes zu decken, wurde von der 1. und der light Division verfolgt, war aber nicht in der Lage, seine Aufstellung zu durchbrechen. Wellington glaubte, dass diese Stellung durch ein spanisches Bataillon unter D’Espana, stationiert in einer befestigten Burg, blockiert war. Daher richtete er seine Verfolgung des Gegners in eine andere Richtung. Die Spanier hatten aber ihre Truppen zurückgezogen, ohne Wellington davon zu unterrichten. Daher gelang den Franzosen die Flucht.

## Nachwirkungen
Durch die Niederlage bei Salamanca waren die Franzosen nicht nur gezwungen die Belagerung von Cádiz aufzuheben und die gesamte andalusische Region aufzugeben, sondern auch Madrid zu evakuieren – eine Entscheidung, die der Regierung Josephs irreparablen Schaden zufügte. Trotz des Triumphs bei Salamanca befand sich Wellington in einer prekären Lage zwischen Soults Armee, die sich von Andalusien her näherte, Suchets Armee in Katalonien und König Josephs Armee in Toledo. Das Scheitern der Belagerung von Burgos im September und Oktober wurde von einer plötzlichen Gegenoffensive der vermeintlich angeschlagenen französischen Einheiten begleitet. Diese Umstände zwangen Wellington, den Rückzug nach Portugal anzuordnen, da er befürchtete, vernichtet zu werden.

### Verluste
Die Franzosen hatten 6.000 Tote oder Verwundete sowie 7.000 Gefangene zu beklagen. Die alliierten Verluste beliefen sich auf 896 Gefallene, 3.706 Verwundete und 160 Vermisste. Der britische Anteil an diesen Verlusten betrug 388 Gefallene, 2.667 Verwundete und 74 Vermisste. Die portugiesischen Verluste betrugen 506 Gefallene, 1035 Verwundete und 76 Vermisste. Die spanischen Verluste waren mit nur sechs Opfern die geringsten.